# Galleria Vittorio Emanuele II
Galleria Vittorio Emanuele II er Italiens ældste aktive shoppinggalleri og et vigtigt landemærke i Milano. Galleriet er opkaldt efter Victor Emanuel 2. af Italien, den første konge af Kongeriget Italien. Det er beliggende i midten af Milano og forbinder to af Milanos mest berømte landemærker: Milanos Duomo og Teatro alla Scala.
Det består af to gader overdækket med et imponerende hvælvet glasloft der krydser under en enorm glaskuppel. Galleriet blev tegnet i 1861 og bygget af arkitekten Giuseppe Mengoni mellem 1865 og 1877.

## Arkitektur
Bygningen består af to overdækkede gader, der krydser hinanden i en ottekant. Galleriet dækker over gaderne der forbinder Piazza del Duomo og Piazza della Scala. Gaderne er dækket af hvælvede glas- og støbejernslofter, som var et yndet design i 1800-tallets gallerier såsom Burlington Arcade i London (åbnet i 1819; en prototype på større glasoverdækkede shoppinggallerier), Galeries Royales Saint-Hubert i Bruxelles (åbnet i 1847), Passazh i Sankt Petersborg (åbnet i 1848) og Galleria Umberto I i Napoli (åbnet i 1890).
Den centrale ottekantede plads, hvor gaderne møder hinanden, er overdækket af en enorm glaskuppel. Det milanesiske Galleria var større end sine forgængere, og bygningen var et vigtigt skridt i udviklingen af moderne glasoverdækkede shoppingarkeder og -gallerier, hvoraf mange afstemmer direkte fra denne bygning.
I gulvet under den centrale ottekantede plads er der indfattet fire mosaikker der forestiller våbenskjoldene på de tre hovedstæder i Kongeriget Italien (Torino, Fierenze og Rom) samt Milanos eget. En overtro siger, at hvis en person drejer rundt på hælen tre gange på testiklerne på den mosaiktyr, der er indfattet i gulvet i Torinos våbenskjold, så bringer det held og lykke. Denne praksis har over tiden skadet mosaikken, og et hul i gulvet har udviklet sig i stedet for tyrens genitalier.

## Glas- og jerntaget
Milanos galleri og dets tag er blevet anerkendt som en vigtig inspirationskilde til 1800-tallets støbejerns- og glasarkitektur af Pesvsner og Hitchock. Som man stadig kan se i dag, består taget af fire gader med hvælvede lofter (ca. 14,5 meter i bredden og 8,5 meter i højden) som mødes i en ottekantet plads overdækket af en enorm kuppel (37,5 meter i indre diameter og 17,1 meter i højden). Jorini har pointeret de bemærkelsesværdige præstationer i kuplen med særlig fokus på dens store dimensioner. Hvert tagstykke er toppet med en lanterne.
Ifølge Geist, var Milanos galleri og tag hidtil uset i dimensionerne i forhold til tidligere shoppingallerier. En anden forskel til andre eksisterende gallerier og passager, var tagets monumentale karakter. Jodice, for eksempel, anerkender den monumentale rumlighed som effekt af den enorme kuppel. I sammenligning med andre shoppinggallerier , som Galerie d'Orléans (1828-1829) og Galeries Royales Saint-Hubert (1845-1847), var Galleria Vittori Emanuele II særlig på grund af bredden på dens hvælvinger og den æteriske effekt af hele glasoverdækningen.
Opførelsen af hele galleriet var et resultat af internationalt samarbejde, i særdeleshed taget: støbejernsarbejdet blev produceret, transporteret og installeret af det franske Atelier Henry Joret. Glaspladerne blev lavet i riflet glas af Saint-Gobain. Byggeteknologien i taget ligger primært på støbejernsbuer til at understøtte glaspladerne. I kontrast til tidligere gallerier som var mindre og havde mere simple tage: de samme komponenter blev brugt til bærende elementer og at holde på glaspartiet. Milano-galleriets komplicerede tag diskuteres som en forening af fire systemer, der dygtigt blev forenet gennemt de karakteristiske bygningsdetaljer. Dette betød, at gennem kreative byggeteknikker kunne man skjule forbindingspunkterne mellem tagets og kuplens konstruktion og den bærende struktur nedenunder.
Det historiske tag blev kraftigt beskadiget under 2. Verdenskrig. Før krigen havde taget undergået forskellige vedligeholdelsesprojekter. Seriøse problemer med taget blev berettet i 1970'erne og nogle af dem blev løst i 1980'erne. Taget, som kan ses i dag, er undergået flere historiske modifikationer og repræsenterer en kompliceret bevaringsindsats. I 2015, som forberedelse til Verdensudstillingen i Milano, blev facaderne, statuerne og mosaikkerne grundigt renset og repareret, blandt andet ved at bruge et stort kransystem.

## Butikker, restauranter og hoteller
Galleria Vittorio Emanuelle II er ofte omtalt som il salotto di Milano (Milan's stue) på grund af dens mange butikker og som vigtighed som møde- og spisested for de almindelige milanesere.
I 2013 bestod forretningerne i galleriet primært af luksusforretninger med salg af haute couture, smykker, bøger og malerier såvel som restauranter, caféer, barer og et hotel (TownHouse Galleria). Galleriet er desuden kendt for at have nogle af Milanos ældste butikker og restauranter, såsom Biffi Caffè (grundlagt i 1867 af Paolo Biffi, chefkonditor for monarken), Savini-restauranten, Borsalino hatteforretningen (1883) og Art Nouveau-baren Camparino.
I 2012 blev en McDonald's-restaurant nægtet at fortsætte dets lejekontrakt efter 20 år. Restauranten modsatte sig beslutningen ved, at det var den eneste lejer, som blev nægtet at genforhandle sin lejekontrakt og at ønsket om at erstatte forretningen var "unfair". McDonald's sagsøgte udlejeren - byen Milano - for €24 millioner i tabt fortjeneste, idet McDonald's påstod, at den manglende lejeaftale vil koste McDonald's €6 million i salg om året. I løbet af restaurantens sidste åbningstimer uddelte den gratis mad og drikkevarer til over 5.000 kunder. McDonald's-filialen blev erstattet af galleriets anden Prada-forretning. McDonald's opgav sit søgsmål mod byen Milano efter at have fået mulighed for at åbne en ny restaurant i området.

## Galleri
- Galleria Vittorio Emanuele II ved juletid
- Galleria Vittorio Emanuele II's ottekantede plads, ca 1880
- Grundstenen lægges for Galleria Vittorio Emanuele II
- Galleriets triumfbue-indgang
- Detaljer af galleriets interiør og glasloft
- Detalje af indgangen til galleriet ved Piazza della Scala
- Gulvmosiak
- Vertikalt billede af Galleria Vittorio Emanuele